# Be a Hoe/Break a Hoe
Be a Hoe/Break a Hoe ist ein Rapsong der beiden deutschen Rapperinnen Shirin David und Kitty Kat aus dem Jahr 2021. Er erschien als dritte Single aus Davids zweitem Album Bitches brauchen Rap am 29. Oktober 2021. Geschrieben wurde das Lied von David und Kitty Kat selbst; der deutsche Rapper und Songwriter Laas Unltd. fungierte als Co-Writer.

## Musik und Text
Be a Hoe/Break a Hoe ist ein Rapsong, der in Cis-Dur auf 146 Schläge pro Minute geschrieben wurde. Im Beat ist ein Sample des Songs Break a Hoe von DJ Paul & Juicy J aus dem Jahr 1994. Das Lied ist ein typischer Representer-Track, in dem die beiden Rapperinnen über ihre Skills, also ihr Können, rappen. Des Weiteren behandelt der Text sexuelle Beziehungen zwischen Frauen und Bisexualität (Verhalten ist ein bisschen bi, nicht das Polare/Denn sagt sie im Bett, „Be a hoe, break a hoe“, sprechen wir eine Sprache, yuh; Sie sagt: „Eh-eh“, ich sag': „Ehä, Girl, hi!/Sag dei'm Boy, dass du bi bist, lass mich dein Girl sein!“). Kitty Kat hat in ihrem Part außerdem Anspielungen an ihre bisherige Karriere: So kam beispielsweise die Line Ich liebe mein'n Beruf (Aha), ich muss nichts andres tun bereits im Song Strip für mich, den sie 2009 gemeinsam mit Sido veröffentlicht hatte, vor. Außerdem antwortet sie mit der Line Die hab'n gesagt, dass mein Kopf wie 'n Kanister ist (Huh?)/Ich sag' nur: „Halt die Fresse, Pussyboy, und stripp für mich!“ auf einen Diss von den beiden Rappern Favorite und Kollegah, die sie in der Vergangenheit als „Kanisterkopf“ bezeichnet haben.
David geht in ihrem Part auch auf Kritik gegenüber ihr ein. So bekennt sie sich beispielsweise mit den Worten Bitches schau'n kritisch auf die zickige Business-Frau Shirin Davidz, denn sie macht das Fass der Feministinn'n auf (Yeah) ein weiteres Mal zum Feminismus. Und stellt klar, dass es nicht so falsch sein [kann], wenn eine ganze Generation mein Image klaut.

## Entstehung und Ankündigung
Geschrieben hat Shirin David Be a Hoe/Break a Hoe, wie auch die Vorgängersingles Ich darf das und Lieben wir, mit Lars Daniel Hammerstein (Laas Unltd.) sowie der Gastrapperin Kitty Kat (Katharina Löwel). Die Komposition und die Produktion stammen von geenaro (Gennaro Frenken) und Ghana Beats (Dennis Opoku). Die erste Hörprobe zur Single hatte David bereits im Juni 2021 in ihrer Instagram-Story.

## Veröffentlichung und Musikvideo
Am 29. Oktober erschien schließlich Be a Hoe/Break a Hoe mit einem dazugehörigen Musikvideo auf YouTube, das unter der Regie von Allan Anders entstanden ist und von Anton Schmidt-Wünkhaus und David selbst geschnitten wurde. Es erreichte bis heute 10,2 Millionen Aufrufe (Stand: August 2025). Das Musikvideo entstand in Shindys Musikstudio in Bietigheim-Bissingen und zeigt Shirin David und Kitty Kat, sowie die Produzenten des Songs mit Laas Unltd. Zum Song verkaufte David außerdem ein exklusives T-Shirt als Bundle mit einer Single-CD. Das Frontcover der Single ist ein rosafarbener Hintergrund mit rotem Schriftzug, der den Songnamen und die beiden Künstlerinnen beinhaltet.

## Kommerzieller Erfolg

### Chartplatzierungen
Die Single platzierte sich auf Platz eins der deutschen Singlecharts, was David ihre fünfte Nummer-eins-Single brachte und womit Kitty Kat es das erste Mal auf die Chartspitze schaffte.
| ChartsChartplatzierungen | Höchstplatzierung | Wochen |
| ------------------------ | ----------------- | ------ |
| Deutschland (GfK)        | 1 (5 Wo.)         | 5      |
| Österreich (Ö3)          | 7 (4 Wo.)         | 4      |
| Schweiz (IFPI)           | 16 (3 Wo.)        | 3      |

Auf der Streaming-Plattform Spotify wurde das Lied mehr als 33 Millionen Mal aufgerufen (Stand: August 2025).

### Auszeichnungen für Musikverkäufe
| Land/Region       | Auszeichnungen für Musikverkäufe (Land/Region, Auszeichnung, Verkäufe) | Verkäufe |
| ----------------- | ---------------------------------------------------------------------- | -------- |
| Österreich (IFPI) | Gold                                                                   | 15.000   |
| Insgesamt         | 1× Gold ·                                                              | 15.000   |